# Europapokal der Pokalsieger 1990/91
Der Europapokal der Pokalsieger 1990/91 war die 31. Ausspielung des Wettbewerbs der europäischen Fußball-Pokalsieger. 33 Klubmannschaften aus 32 Ländern nahmen teil, darunter Titelverteidiger Sampdoria Genua, 27 nationale Pokalsieger und 5 unterlegene Pokalfinalisten (Flamurtari Vlora, Neuchâtel Xamax, PSV Schwerin, Steaua Bukarest und Trabzonspor). Manchester United gewann als erster englischer Klub nach fünfjähriger Sperre wegen der Katastrophe von Heysel auf Anhieb den Titel. Jugoslawien entsandte aufgrund der sich anbahnenden kriegerischen Auseinandersetzungen keinen Vertreter.
Aus Deutschland waren DFB-Pokalsieger 1. FC Kaiserslautern, für den Bereich des DFV FDGB-Pokalfinalist und DDR-Liga-Vertreter PSV Schwerin (Pokalsieger Dynamo Dresden war als Meister der letzten DDR-Oberliga Saison für den Europapokal der Landesmeister qualifiziert), aus Österreich ÖFB-Cupssieger FK Austria Wien und aus der Schweiz Cupfinalist Neuchâtel Xamax am Start.
Das Finale im Feyenoord-Stadion von Rotterdam bezwang Manchester United den FC Barcelona mit 2:1.
Torschützenkönig wurde der Italiener Roberto Baggio von Juventus Turin mit 9 Toren.

## Modus
Die Teilnehmer spielten wie gehabt im reinen Pokalmodus mit Hin- und Rückspielen den Sieger aus. Gab es nach beiden Partien Torgleichstand, entschied die Anzahl der auswärts erzielten Tore (Auswärtstorregel). War auch deren Anzahl gleich fand im Rückspiel eine Verlängerung statt, in der auch die Auswärtstorregel galt. Herrschte nach Ende der Verlängerung immer noch Gleichstand, wurde ein Elfmeterschießen durchgeführt. Das Finale wurde in einem Spiel auf neutralem Platz entschieden. Bei unentschiedenem Spielstand nach Verlängerung wäre der Sieger ebenfalls in einem Elfmeterschießen ermittelt worden.

## Vorrunde
Das Hinspiel fand am 19. August, das Rückspiel am 4. September 1990 statt.
|                | Gesamt |             | Hinspiel | Rückspiel |
| -------------- | ------ | ----------- | -------- | --------- |
| Bray Wanderers | 1:3    | Trabzonspor | 1:1      | 0:2       |

## 1. Runde
Die Hinspiele fanden am 18./19. September, die Rückspiele am 3. Oktober 1990 statt.
|                       | Gesamt          |                     | Hinspiel | Rückspiel |
| --------------------- | --------------- | ------------------- | -------- | --------- |
| Sliema Wanderers      | 1:4             | ASVS Dukla Prag     | 1:2      | 0:2       |
| Nea Salamis Famagusta | 0:5             | FC Aberdeen         | 0:2      | 0:3       |
| Legia Warschau        | 6:0             | Swift Hesperingen   | 3:0      | 3:0       |
| Trabzonspor           | 3:7             | FC Barcelona        | 1:0      | 2:7       |
| Viking Stavanger      | 0:5             | RFC Lüttich         | 0:2      | 0:3       |
| FK Sliwen             | 1:8             | Juventus Turin      | 0:2      | 1:6       |
| Manchester United     | 3:0             | Pécsi Munkás SC     | 2:0      | 1:0       |
| Kuopion PS            | 2:6             | Dynamo Kiew         | 2:2      | 0:4       |
| PSV Schwerin          | 0:2             | FK Austria Wien     | 0:2      | 0:0       |
| Olympiakos Piräus     | 5:1             | KS Flamurtari Vlora | 3:1      | 2:0       |
| Glentoran FC          | 1:6             | Steaua Bukarest     | 1:1      | 0:5       |
| AFC Wrexham           | 1:0             | Lyngby BK           | 0:0      | 1:0       |
| CF Estrela Amadora    | 2:2 (4:3 i. E.) | Neuchâtel Xamax     | 1:1      | 1:1 n. V. |
| Fram Reykjavík        | 4:1             | Djurgårdens IF      | 3:0      | 1:1       |
| 1. FC Kaiserslautern  | 1:2             | Sampdoria Genua     | 1:0      | 0:2       |
| HSC Montpellier       | 1:0             | PSV Eindhoven       | 1:0      | 0:0       |

## 2. Runde
Die Hinspiele fanden am 23./24. Oktober, die Rückspiele am 7. November 1990 statt.
|                   | Gesamt |                    | Hinspiel | Rückspiel |
| ----------------- | ------ | ------------------ | -------- | --------- |
| Fram Reykjavík    | 1:5    | FC Barcelona       | 1:2      | 0:3       |
| Manchester United | 5:0    | AFC Wrexham        | 3:0      | 2:0       |
| Olympiakos Piräus | 1:4    | Sampdoria Genua    | 0:1      | 1:3       |
| Dynamo Kiew       | 3:2    | ASVS Dukla Prag    | 1:0      | 2:2       |
| HSC Montpellier   | 8:0    | Steaua Bukarest    | 5:0      | 3:0       |
| RFC Lüttich       | 2:1    | CF Estrela Amadora | 2:0      | 0:1       |
| FC Aberdeen       | 0:1    | Legia Warschau     | 0:0      | 0:1       |
| FK Austria Wien   | 0:8    | Juventus Turin     | 0:4      | 0:4       |

## Viertelfinale
Die Hinspiele fanden am 6. März, die Rückspiele am 19./20. März 1991 statt.
|                   | Gesamt |                 | Hinspiel | Rückspiel |
| ----------------- | ------ | --------------- | -------- | --------- |
| Manchester United | 3:1    | HSC Montpellier | 1:1      | 2:0       |
| RFC Lüttich       | 1:6    | Juventus Turin  | 1:3      | 0:3       |
| Legia Warschau    | 3:2    | Sampdoria Genua | 1:0      | 2:2       |
| Dynamo Kiew       | 3:4    | FC Barcelona    | 2:3      | 1:1       |

## Halbfinale
Die Hinspiele fanden am 10. April, die Rückspiele am 24. April 1991 statt.
|                | Gesamt |                   | Hinspiel | Rückspiel |
| -------------- | ------ | ----------------- | -------- | --------- |
| Legia Warschau | 2:4    | Manchester United | 1:3      | 1:1       |
| FC Barcelona   | 3:2    | Juventus Turin    | 3:1      | 0:1       |

## Finale
| Manchester United                       | Manchester United | FC Barcelona | FC Barcelona | Aufstellung                                      |
| --------------------------------------- | --- | --- | ------------ | ------------------------------------------------ |
| Manchester United                       | \| 15. Mai 1991 in Rotterdam (De Kuip) \| \| Ergebnis: 2:1 (0:0) \| \| Zuschauer: 43.500 \| \| Schiedsrichter: Bo Karlsson ( Schweden) \|                                                          | \| 15. Mai 1991 in Rotterdam (De Kuip) \| \| Ergebnis: 2:1 (0:0) \| \| Zuschauer: 43.500 \| \| Schiedsrichter: Bo Karlsson ( Schweden) \| | FC Barcelona | Aufstellung Manchester United gegen FC Barcelona |
| Manchester United                       | Les Sealey – Denis Irwin, Clayton Blackmore, Steve Bruce, Gary Pallister – Mike Phelan, Bryan Robson , Paul Ince, Lee Sharpe – Brian McClair, Mark Hughes Cheftrainer: Alex Ferguson ( Schottland) | Carles Busquets – Nando, José Ramón Alexanko (72. Antonio Pinilla), Ronald Koeman, Albert Ferrer – José Mari Bakero, Andoni Goikoetxea, Eusebio – Julio Salinas, Michael Laudrup, Txiki Begiristain Cheftrainer: Johan Cruyff ( Niederlande) | FC Barcelona | Aufstellung Manchester United gegen FC Barcelona |
| Manchester United                       | 1:0 Mark Hughes (67.) 2:0 Mark Hughes (74.) | 2:1 Ronald Koeman (79.) | FC Barcelona | Aufstellung Manchester United gegen FC Barcelona |
| Manchester United                       | Bryan Robson | José Mari Bakero | FC Barcelona | Aufstellung Manchester United gegen FC Barcelona |
| Manchester United                       | Nando (84.) | | FC Barcelona | Aufstellung Manchester United gegen FC Barcelona |
| 15. Mai 1991 in Rotterdam (De Kuip)     | | |              |                                                  |
| Ergebnis: 2:1 (0:0)                     | | |              |                                                  |
| Zuschauer: 43.500                       | | |              |                                                  |
| Schiedsrichter: Bo Karlsson ( Schweden) | | |              |                                                  |

## Beste Torschützen
| Rang | Spieler             | Klub              | Tore |
| ---- | ------------------- | ----------------- | ---- |
| 1    | Roberto Baggio      | Juventus Turin    | 9    |
| 2    | Christo Stoitschkow | FC Barcelona      | 6    |
| 3    | Sergei Juran        | Dynamo Kiew       | 5    |
| 4    | Steve Bruce         | Manchester United | 4    |
|      | Brian McClair       | Manchester United | 4    |
|      | Ronald Koeman       | FC Barcelona      | 4    |
|      | Danny Boffin        | RFC Lüttich       | 4    |
|      | Pierluigi Casiraghi | Juventus Turin    | 4    |